# Giordano Bruno
Giordano Bruno (Nola, Campanië, januari 1548 – Rome, 17 februari 1600) was een Italiaanse filosoof, priester, vrijdenker en kosmoloog. Op wetenschappelijk vlak was hij een aanhanger van de heliocentrische theorie van Copernicus. Bruno kwam – overigens niet als eerste – met het idee van een oneindig heelal, met de zon als een ster tussen de andere die ook planeten hebben. Op religieus en filosofisch vlak was hij een aanhanger van het docetisme en het pantheïsme. Hiervoor werd hij in 1600 door de Inquisitie in Rome tot de brandstapel veroordeeld. Het is onzeker of, en in hoeverre, opvattingen over de oneindigheid van het heelal hierbij een rol speelden. Hij wordt door de vrijmetselarij, gnostici, theosofen en vrijdenkers beschouwd als een martelaar voor de vrije gedachte.

## Levensloop

### Geheugenkunstenaar
Bruno werd in Nola bij Napels in Italië geboren en heette eerst Filippo Bruno. Zijn vader was de soldaat Giovanni Bruno. Toen hij 13 jaar was, ging hij naar de kloosterschool van de Dominicanen te Napels. In dit klooster had ook Thomas van Aquino geleefd en lesgegeven. Hij nam de naam Giordano aan toen hij met vijftien jaar toetrad tot de orde van Dominicanen. In 1572 werd hij tot priester gewijd. Hij bleek een bijzonder goed geheugen te hebben en schreef enkele boeken over mnemotechniek. Bruno werd naar Rome ontboden om zijn geheugenkunsten aan de paus te vertonen.

### Op de vlucht
Door zijn stellingname tegen verschillende theologische doctrines en dogma's werd hij in 1576 voor het eerst verdacht van ketterij door de Inquisitie. Hij ontvluchtte Napels en ging naar Rome, dat hij een paar maanden later eveneens moest ontvluchten, deze keer vanwege een valse moordaantijging. Bruno verliet ook de orde van de Dominicanen. Hij kwam al gauw in Genève terecht, waar hij aansluiting zocht bij de volgelingen van Johannes Calvijn, die hem korte tijd later wegens zijn vermeende ketterse ideeën excommuniceerden.

### Astronoom in Frankrijk
Diep teleurgesteld door de onverdraagzaamheid van de calvinisten vertrok hij in 1579 via Lyon naar Toulouse, waar hij docent werd. Hij probeerde terug te keren tot de Katholieke Kerk, maar kreeg geen absolutie. In 1581 ging hij naar Parijs. In de zeven jaar na 1579 publiceerde hij twintig boeken, onder andere over geheugentraining en de theorieën van Copernicus. In De l'Infinito, Universo e Mondi bracht hij het idee naar voren dat sterren eigenlijk niets anders dan zonnen zijn, waaromheen planeten cirkelen. In een oneindig heelal zouden er oneindig veel werelden en oneindig veel intelligente wezens leven, volgens Giordano Bruno. In zijn Franse tijd schreef hij ook zijn 120 stellingen tegen de natuurleer van Aristoteles, een belangrijk onderdeel van het thomisme. Bruno had sterk de gewoonte om de controverse op te zoeken.

### Zwerven door Europa
Hij zwierf enige tijd door Frankrijk en ging in 1583 op aanbeveling van de Franse ambassadeur naar Oxford (Engeland). Hij ging in discussie met hoogleraren, maar die discussies verliepen niet altijd goed. Nadat aangetoond was dat Bruno een boek van Marsilio Ficino plagieerde, was hij gedwongen Engeland te verlaten. Hij ging naar Duitsland, waar hij zich korte tijd in lutherse kring bevond. Ook de lutheranen excommuniceerden hem, waarop hij wederom vluchtte. Toen de strikte paus Sixtus V in 1590 stierf, meende Bruno dat de kust voor hem in Italië veilig was en waagde een terugkeer. Hij doceerde hierop enige tijd astronomie aan de Universiteit van Padua, maar de leerstoel werd uiteindelijk aan Galileo Galilei gegeven. Volledig overtuigd van zichzelf, joeg hij discussiepartners vaak tegen zich in het harnas.

### Verbrand na veroordeling door de Inquisitie
Bruno reisde door naar Venetië om er de patriciër Giovanni Mocenigo te onderrichten in de geheugenkunst en in andere geheimen. Privéleraar worden was nooit zijn bedoeling geweest, maar dit was nu blijkbaar zijn beste optie. Mocenigo raakte ontgoocheld omdat zijn verwachtingen niet werden ingelost. Op 23 mei 1592 sloot hij zijn leraar op en diende hij een zware aanklacht tegen hem in bij de Venetiaanse Republiek. Het verlies van patronage was bepalend waarom Bruno werd blootgesteld aan de volle strengheid van de wet. Hij werd gearresteerd en uitgeleverd aan Rome, waar op 27 januari 1593 zijn ruim zes jaren durende rechtszaak begon voor de Romeinse inquisitie. 
In Rome stond hij terecht voor godslastering en ketterij. In de aanklacht speelden het docetisme en de ontkenning van een persoonlijke God, die uit Bruno's eerder pantheïstisch aangeklede overtuiging voortvloeien, de belangrijkste rol. Dit leidde weer tot andere beschuldigingen, die betrekking hadden op Bruno's uitspraken over de Drie-eenheid, de transsubstantiatieleer, de ziel, het priesterlijk ambt en het Laatste Oordeel. De zaak zou zeven jaar duren en het dossier besloeg 600 pagina's.
Het is onzeker in hoeverre Bruno's opvattingen over de oneindigheid van het heelal een rol speelden. Een eeuw voor Bruno had kardinaal Nicolaas van Cusa al geopperd dat het heelal oneindig groot moest zijn. Rond 1600 werd vrij gediscussieerd op de universiteiten over de theorie van Copernicus. Ook Kepler verdedigde in 1597 de theorie van Copernicus, volgens welke de aarde om de zon draait en niet omgekeerd. Toch neemt de Italiaanse historicus Luigi Firpo aan dat deze opvattingen onderdeel waren van de aanklacht.
Tijdens het proces verbleef Bruno in de gevangenis. Omdat hij zijn voornaamste stellingen niet wilde herroepen – andere wel – werd hij op 8 februari 1600 wegens ketterij veroordeeld. Hij antwoordde:
"Misschien spreken jullie, mijn rechters, dit vonnis met meer angst uit dan waarmee ik het onderga."
De Katholieke Kerk had zelf niet de autoriteit om mensen te executeren. Men oordeelde indertijd dat ketters het best geëxecuteerd werden, na een veroordeling werd Bruno dus overgedragen aan de lokale overheid.
Op 17 februari 1600 werd hij ondersteboven opgehangen en levend verbrand. De as werd in de Tiber geworpen. Zijn boeken werden door de Katholieke Kerk op de lijst van verboden boeken (Index) gezet.

## Vernoemingen en andere vormen van eerbetoon
- Op 9 juni 1889 werd op de plaats waar hij verbrand werd, op het Campo de' Fiori in Rome, een standbeeld opgericht door de Carbonari. Dit standbeeld 'kijkt' in de richting van het Vaticaan.[7]
- In de Duitse plaats Helmstedt, waar Giordano Bruno in 1590 enige tijd verbleef, werd een gedenksteen voor hem aangebracht.
- In Duitsland bestaat de Giordano-Bruno-Stiftung zur Förderung des evolutionären Humanismus, een humanistische vereniging. Deze onthulde in 2008 in Berlijn samen met andere humanistische en vrijdenkersorganisaties een monument voor Giordano Bruno.
- Elk jaar op 17 februari, Bruno’s sterfdag, demonstreren wetenschappers rond zijn standbeeld op de Campo de' Fiori in Rome en worden er kransen en bloemen gelegd.
- In Utrecht noemde de dominicaanse communauteit Sint-Andreas haar verblijf Giordano Brunohuis.
- De krater op de Maan Giordano Bruno, op 103° oosterlengte, 36° noorderbreedte. Men neemt aan dat hij gevormd is door een meteorietinslag in 1178, getuigen vijf Engelse monniken.[8]

## Publicaties
- 1582: De compendiosa architectura et complemento artis Lullii. Parijs
- 1582: De umbris idearum (De schaduw van de ideeën). Parijs
- 1582: Ars Memoriae (De kunst van het geheugen). Parijs
- 1582: Cantus Circaeus (Het lied van Circe). Parijs
- 1582: Candelaio (komedie). Parijs
- 1583: Ars reminiscendi, Triginta sigilli, Triginta sigillorum explicatio, Sigillus sigillorum. Engeland
- 1584: Cena de le ceneri (De maaltijd op Aswoensdag). Londen
- 1584: De la causa, principio et Uno (De oorzaak, het eerste begin en de ene). Venetië
- 1584: Spaccio de la bestia trionfante (De verdrijving van het zegevierende beest). Parijs
- 1584: De l'infinito, iniverso e mondi (Over het oneindige, het heelal en de werelden). Londen
- 1585: De gli eroici furori (Heldhaftige woede). Londen
- 1585: Cabala del cavallo pegaseo. Londen
- 1585: Amyntas (gedicht gebaseerd op Torquato Tasso)
- 1586: Centum et viginti articuli de natura et mundo adversus peripateticos. Parijs
- 1586: Figuratio Aristotelici physici auditus. Parijs
- 1586: Dialogi duo de Fabricii Mordentis Salernitani prope divina adinventione. Parijs
- 1586: Idiota triumphans - De somnii interpretatione. Parijs
- 1586: Mordentius - De Mordentii circino. Parijs
- 1587: Animadversiones circa lampadem lullianam. Augsburg, 1891
- 1587: Lampas triginta statuarum Napels, 1891
- 1587: Artificium perorandi. Frankfurt, 1612
- 1587: De lampade combinatoria lulliana. Wittenberg
- 1588: De progressu et lampade venatoria logicorum. Wittenberg
- 1588: Libri physicorum Aristotelis explanati. Napels, 1891
- 1588: Camoeracensis Acrotismus seu rationes articulorum physicorum adversus peripateticos. Wittenberg
- 1588: Oratio valedictoria. Wittenberg
- 1588: De specierum scrutinio et lampade combinatoria Raymundi Lullii. Praag
- 1588: Articuli centum et sexaginta adversus huius tempestatis mathematicos atque philosophos. Praag
- 1589: Oratio consolatoria. Helmstedt
- 1590: De magia. Florence, 1891
- 1590: De magia mathematica. Florence, 1891
- 1590: De rerum principiis et elementis et causis. Florence, 1891
- 1590: Medicina lulliana. Florence, 1891
- 1590: Theses de magia. Florence, 1891
- 1591: De innumerabilibus, immenso et infigurabili. Frankfurt
- 1591: De triplici minimo et mensura. Frankfurt
- 1591: De monade, numero et figura. Frankfurt
- 1591: De imaginum, signorum et idearum compositione. Frankfurt
- 1591: De vinculis in genere. Florence, 1891
- 1591: Summa terminorum metaphysicorum. Zurich, 1595
- 1591: Summa terminorum metaphysicorum. Accessit eiusdem Praxis descensus seu applicatio entis. Marburg, 1609

- Il primo libro della Clavis Magna, ovvero, Il trattato sull'intelligenza artificiale, bewerkt door Claudio D'Antonio. Di Renzo Editore, Rome, 1997
- Il secondo libro della Clavis Magna, ovvero, Il Sigillo dei Sigilli, bewerkt door Claudio D'Antonio. Di Renzo Editore, Rome, 2002
- Il terzo libro della Clavis Magna, ovvero, La logica per immagini, bewerkt door Claudio D'Antonio. Di Renzo Editore, Rome, 2007
- Il quarto libro della Clavis Magna, ovvero, L'arte di inventare con Trenta Statue, bewerkt door Claudio D'Antonio. Di Renzo Editore, Rome, 2002